# Сапієнтація
Сапієнтація — процес прогресуючого розвитку мозку та інтелекту у представників роду Homo в цілому.
Homo sapiens просунувся по шляху сапієнтації далі інших форм гомінідів. Збільшення розмірів мозку було характерною рисою не тільки для предків даного виду ( Homo sapiens ), а також для неандертальця, та для мешканців середнього плейцостерну в Східній Азії чий таксономічний статус та філогенетична роль, залишаються на даний момент невизначеними.

## Причини
Головним чинником, що зумовив цей процес (подальше збільшення мозку у членів роду Homo), виступало зростання в їхній поведінці, як культури, так і інтелекту. Ця впевненість заснована не тільки на тому факті, що перший помітний стрибок у розмірі ендокрана у гомінідів, хронологічно збігається з появою найдавніших кам'яних знарядь та інших археологічних свідчень ускладнення культурної поведінки. До числа найцінніших в енергетичному відношенні анатомічних органів, входить поряд із серцем, печінкою, нирками і кишечником, ще й мозок.
Вага вище перерахованих органів становить всього лише 7% від ваги тіла у людини, а споживана ними метаболічна частка енергії перевищує 75%. Вага мозку становить 2% від ваги тіла, споживає він приблизно 20% енергії, що отримує від цілого організму. Чим більший мозок, тим більше сил і часу доводиться його власникові витрачати на пошук їжі, а це може призводити до інших негативних наслідків, наприклад, як підвищення ризику стати здобиччю хижаків. Тому для більшості видів, великий мозок (такий як у приматів, а особливо, як у людини) недозволена розкіш. Якщо процес зростання енергетичного навантаження на організм компенсувався важливими перевагами, що забезпечували дію відбору, яка сприяла енцефалізації, то тільки в цьому випадку збільшення мозку могло бути можливим. Якщо враховувати функції мозку, то всі переваги були пов'язані саме з розвитком інтелекту (пам'яті, розумових здібностей) і відповідними змінами в поведінці.

## Загальні відомості
Археологічні дані дають підстави вважати, що появі роду Homo супроводжували зміни в характері харчування предків людини (збільшення в щоденному раціоні - м'яса). Це можна вважати важливою передумовою енцефалізації, оскільки скорочення частки рослинної їжі в раціоні гомінідів і зростання частки тваринної їжі — більш калорійної і легше засвоюваної — створювало можливість для зменшення розмірів кишечника, який, що вже згадувалось, також входить в число енергетично найважливіших органів. У людини кишечник набагато менший, ніж у інших тварин подібного розміру, причому отриманий за рахунок цього енергетична перемога, обернено пропорційна втратам, пов'язаних із збільшенням мозком. Таке зменшення дозволяло  підтримувати загальний метаболічний баланс на колишньому рівні, незважаючи на значне зростання мозку.
Одним з найважливіших наслідків енцефалізації була зміна темпів онтогенетичного розвитку. Оскільки значна частина процесу росту та формування мозку припадає на час після народження,  уникався період, протягом якого діти залежали від дорослих, особливо від матерів. Існує цілком правдоподібна гіпотеза, що необхідність вкладати все більше часу та енергії — у вирощування потомства (тобто добування їжі, захист, навчання і т. д.) стала одним з основних чинників, що призвели до утворення постійних зв'язків між батьками, а також до зміцнення спільнот гомінідів в цілому; до зростання згуртованості їхніх членів. Судячи з того, що збільшення мозку було характерне для всіх видів, або географічних варіантів роду Homo, сапіентації, які супроводжували їй біологічні та культурні процеси, захопили не тільки прямих предків Homo sapiens, а й ті численні форми, які опинилися всього лише «бічними гілками» на загальному генеалогічному дереві людства.